# تفاهم‌نامه تجاری آسیا-پاسیفیک
تفاهم‌نامه تجاری آسیا-پاسیفیک (انگلیسی: Asia-Pacific Trade Agreement) یا اختصار APTA(آپتا)، که سابقاً به نام تفاهمنامه بانکوک معروف بود و در نوامبر ۲۰۰۵ به اپتا تغییر نام یافت، در سال ۱۹۷۵ بین کشورهای حوزه آسیا-پاسیفیک امضا شد. هدف از این قرارداد توسعه اقتصادی از طریق اتخاذ اقدامات آزادسازی تجاری متقابلاً سودمند است.